# Paganini (1973)
Paganini ist eine deutsch-österreichische Operettenverfilmung für das Fernsehen von Eugen York aus dem Jahr 1973. Sie beruht auf Franz Lehárs gleichnamiger Operette.

## Handlung
Napoléon hat seiner Schwester Fürstin Anna Elisa den neugegründeten Staat Lucca geschenkt. Er existiert gerade einmal zwei Monate, und der Haussegen des Fürstenpaares Anna Elisa und Felice Bacciocchi hängt schief. Der Fürst ist ein Schürzenjäger und hat seit neustem Gefallen an der Sängerin Bella Giretti gefunden. Auf der Jagd bleiben der Fürst und Bella zurück, während Anna Elisa und Kammerherr Pimpinelli im Dorf Capannari Rast machen. Pimpinelli hält es zwar für unter seinem Stand, in einer Dorfschenke einzukehren, doch hat die Fürstin den Klang einer Geige vernommen und will den Spieler sehen. Es handelt sich um den „Teufelsgeiger“ Paganini, der auf seinem Weg nach Lucca, wo er vor dem Fürstenpaar ein Konzert geben soll, in Capannari Rast gemacht hat. Die Fürstin ist sofort von Paganini fasziniert, verrät ihm jedoch ihren wahren Namen nicht. Auch Paganini wünscht sich bald nichts mehr, als Anna Elisa wiederzusehen. Sein Agent Bartucci eröffnet ihm kurze Zeit darauf, dass Paganini nicht in Lucca spielen darf. Einst soll er einen Edelmann im Streit erschlagen haben und dafür ins Gefängnis gekommen sein. Der Fürst selbst hat nun ein Konzert Paganinis untersagt. Paganini schimpft vor Anna Elisa auf Fürst und Fürstin und will nun nicht mehr auftreten. Wenig später erscheint zunächst Bella Giretti und kurz darauf Fürst Felice, dem sein Pferd durchgegangen ist. Paganini erkennt, dass Anna Elisa die Fürstin ist, und zieht sich zurück. Erst als Anna Elisa den Fürsten befehlen lässt, dass Paganini für sie am Hof spielt, willigt er ein, nach Lucca zu kommen.
In Lucca steigt Paganini in kürzester Zeit auf. Er wird der Geliebte der Fürstin, wird ihr Günstling, später Hofkapellmeister und wohnt im Schloss. Die Affäre von Geiger und Fürstin ist Stadtgespräch, Fürst Felice jedoch ganz recht, steht er doch so nicht mehr im Zentrum des Klatsches. Paganini jedoch ist ein Spieler und verspielt an einem Tag nicht nur sein gesamtes Geld, sondern auch den von Anna Elisa geschenkten Schmuck und am Ende sogar seine Stradivari-Geige. Er verliert alles an Pimpinelli, wird jedoch von Bella Giretti getröstet. Beide landen zusammen im Bett. Am nächsten Morgen erscheint Pimpinelli und bringt Paganini seine Geige zurück. Er will im Gegenzug einen Tipp haben, wie er bei Bella Giretti landen könnte. Die hört alles von Paganinis Bett aus mit und ist amüsiert. Im Schlafgemach findet sie ein Lied, an dem Paganini gerade schreibt. Auf ihr Drängen hin schenkt er es ihr. Wenig später übergibt Paganini die Noten auch an Anna Elisa und behauptet, er habe das Lied nur für sie geschrieben. Pimpinelli wiederum übergibt eine Brosche, die er von Paganini im Spiel gewonnen hat und die der ursprünglich von Anna Elisa geschenkt bekommen hatte, als Zeichen seiner großen Verehrung an Bella Giretti.
Kaiser Napoléon erfährt von der Affäre seiner Schwester mit Paganini, der inzwischen zum Hauptmann der Leibwache befördert wurde. Er schickt Soldaten nach Lucca, die Paganini aus dem Fürstenpalast holen sollen. Anna Elisa jedoch verweigert eine Herausgabe Paganinis und gibt sich empört, dass Napoléon den Straßenklatsch von Paris über eine Affäre mit Paganini glaubt. Am Abend findet ein Konzert Paganinis statt. Zunächst singt Bella Giretti – das Lied, das Paganini beiden Frauen geschenkt hat. Da Anna Elisa auch die Brosche an ihrem Kleid sieht, die sie ursprünglich Paganini geschenkt hatte, ist sie empört und traurig. Sie stimmt nun einer Verhaftung Paganinis durch Napoléons Männer zu. Paganini spielt an diesem Abend so schön wie nie. Ergriffen hört Anna Elisa zu und hat Tränen in den Augen, als Paganini von den Soldaten abgeführt wird. Sie geht zu ihm, nimmt ihn am Arm und führt ihn in entgegengesetzter Richtung aus dem Saal. Fürst Felice ist amüsiert, kann Napoléon doch ganze Völker besiegen, wird jedoch immer an den Frauen scheitern. Paganini flieht kurze Zeit später, von Anna Elisa unbemerkt. Er hält an einer Schmugglerkneipe unweit der Grenze und arrangiert dort seinen heimlichen Grenzübertritt. Anna Elisa erscheint, als einfache Straßensängerin gekleidet, und sieht Paganini noch ein letztes Mal. Längst hat sie erkannt, dass er allen gehört, und gibt ihn frei. Nach einer Verabschiedung fahren Paganinis und Anna Elisas Kutsche in entgegengesetzter Richtung davon.

## Produktion
Paganini entstand als Studio-Operetten-Verfilmung durch Unitel für das ZDF bzw. den ORF. Die Kostüme schuf Irms Pauli, die Filmbauten stammen von Gerd Straub. Die musikalische Bearbeitung der Lieder Lehárs übernahm Bert Grund. Es spielt das Symphonie-Orchester Kurt Graunke, München. Der Film lief am 4. Januar 1973 erstmals im ZDF im bundesdeutschen Fernsehen. Im Jahr 2012 wurde er von Arthaus auf DVD veröffentlicht.
Die Verfilmung war vor allem für Johannes Heesters der Beginn eines Imagewandels im Operettenfach: Die Rolle des Fürsten Felice war seine erste Charakterrolle.